# 12431 Webster
12431 Webster este un asteroid din centura principală de asteroizi.

## Descriere
12431 Webster este un asteroid din centura principală de asteroizi. A fost descoperit pe 18 decembrie 1995 la Kitt Peak National Observatory în cadrul proiectului Spacewatch. Asteroidul prezintă o orbită caracterizată de o semiaxă mare de 2,56 ua, o excentricitate de 0,08 și o înclinație de 15,6° în raport cu ecliptica.